# Павезе, Чезаре
Че́заре Паве́зе (итал. Cesare Pavese [ˈtʃeːzare paˈveːze]; 9 сентября 1908, Санто-Стефано-Бельбо, Пьемонт — 27 августа 1950, Турин) — итальянский писатель и переводчик, поэт, автор дневника, сценарист, литературный критик, биограф, лингвист, редактор, журналист.

## Биография
Изучал английскую литературу в Туринском университете, защитил диплом по творчеству Уитмена. Переводил Дефо, Диккенса, Мелвилла, Джойса, Ш. Андерсона, Г. Стайн, Фолкнера, Дос Пассоса, публиковал статьи об американской литературе.
В 1932—1935 под давлением семьи вступил в фашистскую партию, при этом вёл антифашистскую работу. В 1935 был арестован, исключён из партии, на восемь месяцев сослан в Калабрию. В годы войны был призван в армию, из-за тяжёлой астмы провёл полгода в лазарете, его комиссовали.
После войны вступил в Итальянскую коммунистическую партию, сотрудничал с газетой «Унита». Жил в Риме, Милане, Турине, работал в издательстве «Эйнауди». Пережил мучительный роман и разрыв с американской киноактрисой Констанс Доулинг (она после войны несколько лет жила в Италии и снималась в итальянских фильмах). Покончил с собой 27 августа 1950 года в номере туринской гостиницы «Рома», приняв чрезмерную дозу снотворного и оставив записку: «Прощаю всех и прошу всех простить меня. Не судачьте обо мне слишком».

## Творчество
Главная тема Павезе — человеческое одиночество, ощущение собственной несостоятельности, нереальности жизни. Большой популярностью в Италии и во всём мире пользуются его дневники «Ремесло жить» (опубликованы в 1952 году).

## Произведения
- Lavorare stanca / Работать утомительно (1936, стихотворения)
- Paesi Tuoi / Твои родные места (1941, повесть)
- La Spiaggia / Пляж (1941, повесть)
- Feria d’agosto / Августовская ярмарка (1946, новеллы)
- Il Compagno / Товарищ (1947, роман)
- Dialoghi con Leucò / Диалоги с Леуко (1947, эссе)
- Prima che il gallo canti / Пока не пропоет петух (1949, роман из двух повестей)
- La bella estate / Прекрасное лето (1949, роман из трёх повестей)
- La luna e i falò / Луна и костры (1950, роман) — Национальная Премия Стрега, май 1950 года. После публикации романа к писателю приходит всеобщая известность.
- Verrà la morte e avrà i tuoi occhi / Придёт смерть, и у неё будут твои глаза (1951, стихотворения, посмертно)
- Il mestiere di vivere: Diario 1935—1950 / Ремесло жить: Дневник 1935—1950 (1952, посмертно)

## Признание
Фильмы по произведениям Павезе снимали М. Антониони («Подруги», 1955), Рауль Руис («Социалистический реализм», 1973), Жан-Мари Штрауб («Из мрака к сопротивлению», 1979; «Эти встречи с ними», 2006, и др.).
- 1950 — Премия Стрега за произведение «Прекрасное лето» / La bella estate — Einaudi

## Публикации на русском языке
- Прекрасное лето. Дьявол на холмах. Товарищ. Луна и костры. М.: Прогресс, 1974 (Мастера современной прозы); 2-е изд. — М., Прогресс, 1982.
- Пока не пропоет петух. М.: Махаон, 2004.